# Julien Romain
Julien Romain (23 februari 1996) is een Frans voetballer die bij voorkeur als offensieve middenvelder speelt. Hij stroomde in 2014 door vanuit de jeugd van SC Bastia.

## Clubcarrière
Romain is afkomstig uit de jeugdopleiding van SC Bastia. Op 23 december 2014 debuteerde hij in de Ligue 1 in het thuisduel tegen Évian Thonon Gaillard. Op 5 december 2015 maakte Romain als invaller zijn eerste competitietreffer tegen AS Monaco. Twee weken later was hij opnieuw trefzeker, ditmaal tegen Stade de Reims.